# Droga wojewódzka nr 685
Droga wojewódzka nr 685 – droga wojewódzka w województwie podlaskim łącząca drogę krajową nr 19 z Puszczą Białowieską oraz z drogą krajową nr 66 o długości ok. 60 km. Droga ma początek w Zabłudowie, a kończy się w Kleszczelach.
Trasa umożliwia mieszkańcom aglomeracji Białegostoku dojazd do Białowieskiego Parku Narodowego oraz do przejścia granicznego w Połowcach.
Droga przecina linię kolejową nr 31 oraz rzeki: Narew, Małynkę i Rudę.

## Modernizacja
W maju 2013 roku rozpoczęto rozbudowę drogi na mającym 21 km długości odcinku Hajnówka – Jelonka.
W listopadzie 2017 r. rozpoczęto przebudowę drogi na odcinku Zabłudów – Żywkowo (8,5 km), a w grudniu 2018 r. na odcinku Żywkowo – Nowosady (24,1 km). Projekt przebudowy zakładał nie tylko wymianę nawierzchni, ale także budowę ścieżek rowerowych, dwóch mostów, dwóch obwodnic (Trześcianki i Narwi) oraz estakady w dolinie rzeki Narew. W sierpniu 2019 r. oddano do użytku 8,5 kilometrowy zmodernizowany odcinek drogi pomiędzy Zabłudowem i Żywkowem, którego koszt zamknął się w kwocie 52,5 mln zł (44,6 mln zł pochodziło z Europejskiego Funduszu Rozwoju Regionalnego, a 7,9 mln zł z budżetu województwa podlaskiego).
21 sierpnia odbyło się oficjalne otwarcie 8,5 km odcinka drogi na trasie Narew-Nowosady. Prace trwały 21 miesięcy i w ich ramach poszerzono drogę do szerokości 7 m, zbudowano most na rzece Rudnia oraz 10 zatok autobusowych, chodniki i ścieżki rowerowe.

## Galeria

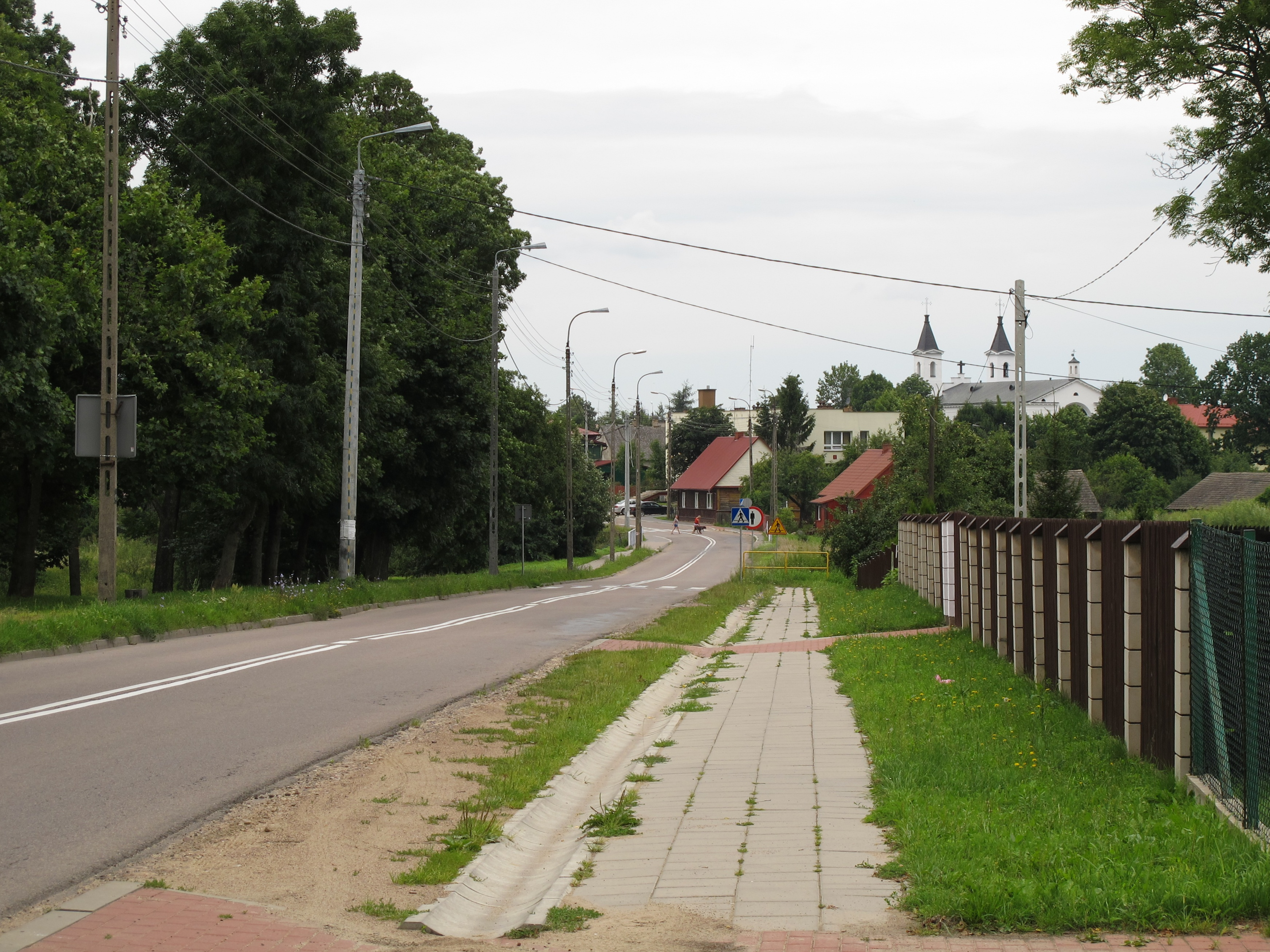
Droga nr 685 w Zabłudowie
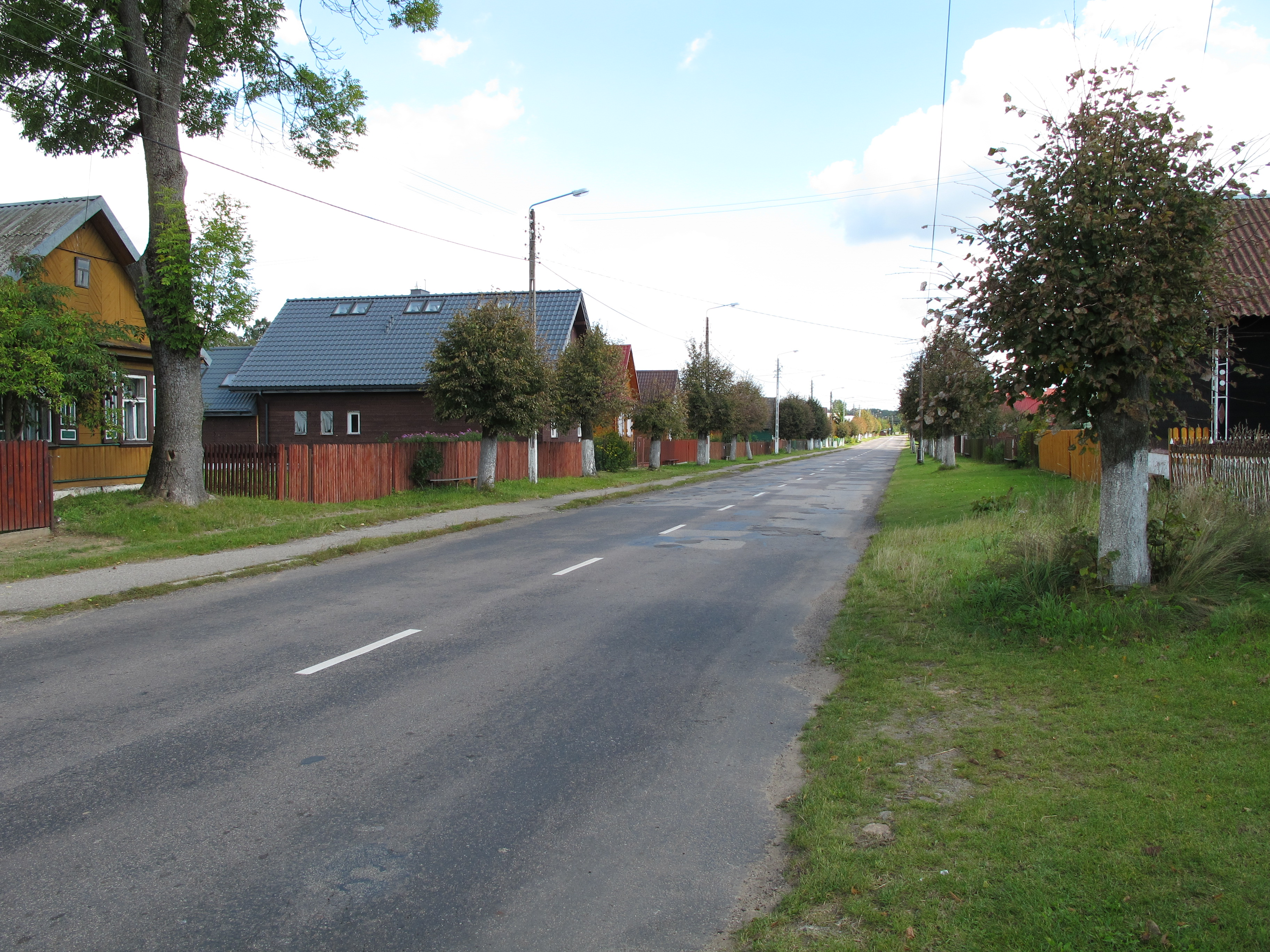
Droga nr 685 w Trześciance
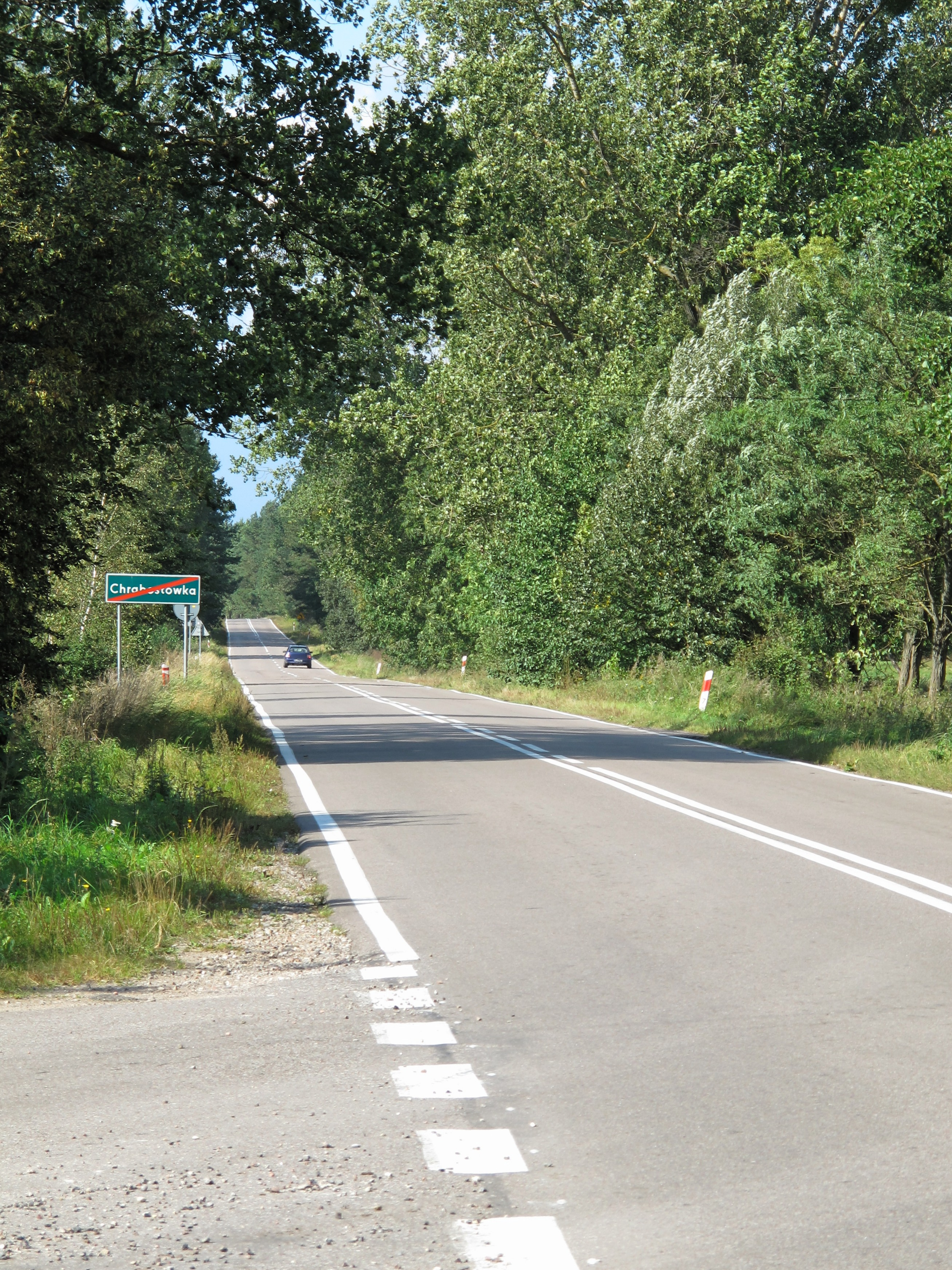
Droga nr 685 w Chrabostówce
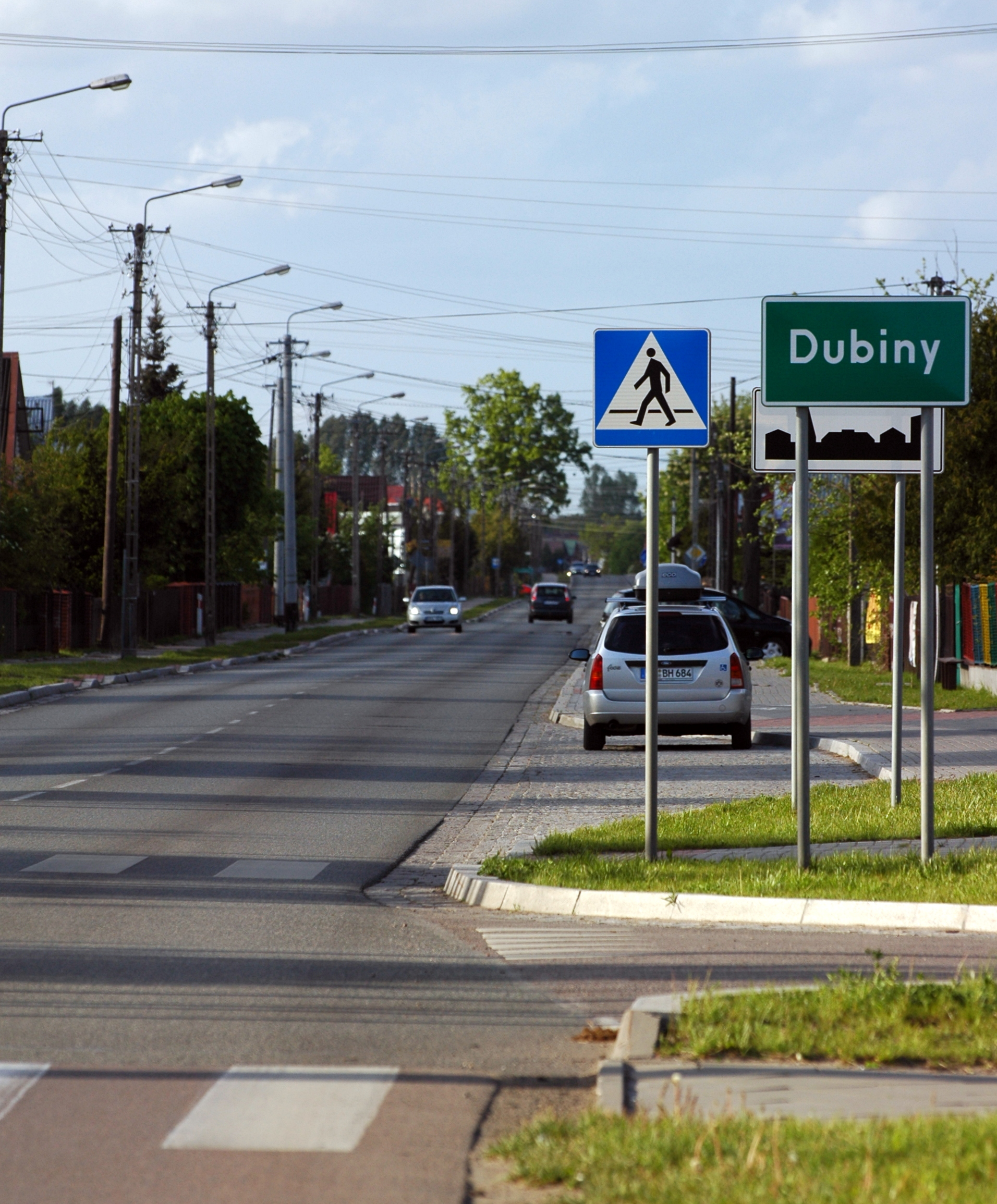
Droga nr 685 w Dubinach
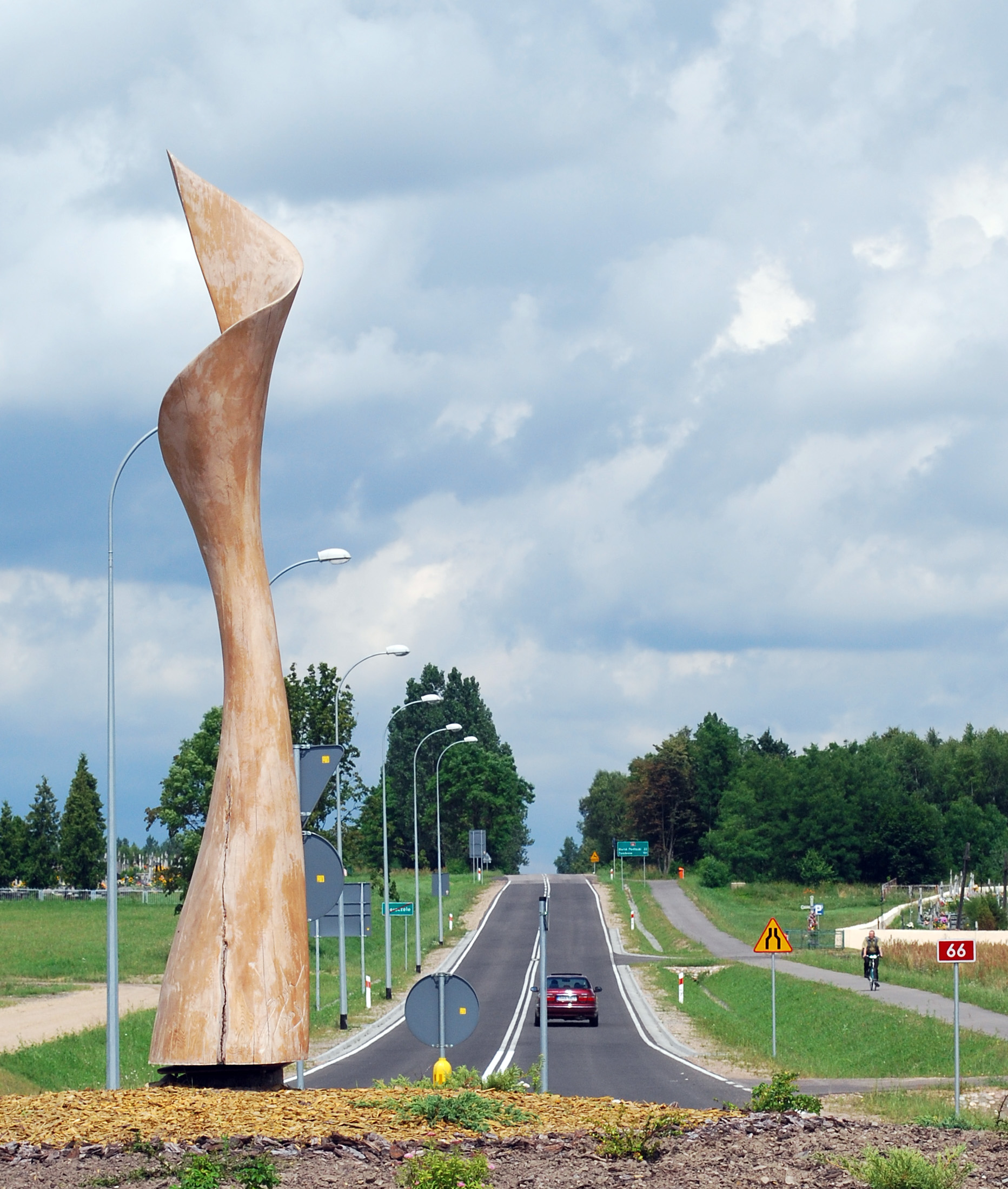
Droga nr 685 i rondo w Kleszczelach